# 부자의 탄생 (JTBC)
《부자의 탄생》은 JTBC에서 2021년 6월 12일부터 방송되고 있는 프로그램이다.